# Jeremi Michał Wiśniowiecki
Jeremi Michał Korybut Wiśniowiecki detto "Jarema" (Lubny, 17 agosto 1612 – Pawolocz, 20 agosto 1651) è stato un generale polacco.
Fu principe di Wiśniowiec, Lubny e Chorol; voivoda di Rutenia (1646); starosta di Przemyśl, Przasnysz, Nowy Targ, Hadziacz e Kaniv, magnate d'Ucraina e comandante dell'esercito della Corona. Jeremi è stato anche il padre di Michele Korybut Wiśniowiecki, re di Polonia dal 1669.
Oggi è molto ricordato tra la popolazione polacca per la sua audacia e talento militare, che a suo tempo lo resero molto popolare tra i suoi soldati e tra i suoi sudditi. Jeremi Wiśniowiecki non fu solo molto influente nella politica militare e territoriale della Confederazione Polacco-Lituana, ma fu anche uno dei membri della Szlachta ad emergere di più in possedimenti e influenza nell'enorme voivodato di Kiev (governato in realtà da Adam Kisiel). Fu soprattutto grazie alla importante eredità che ricevette dallo zio paterno che Jeremi svolse un ruolo centrale in molti conflitti e in particolare nella Rivolta di Chmel'nyc'kij, una rivolta cosacca in Ucraina capeggiata dell'atamano Bohdan Chmel'nyc'kij (per la quale oggi è famoso). Ciò fu anche dovuto alla regione strategica in cui regnava e alla sua capacità di comandare un esercito. Infatti la grande prowincja di Jeremi si trovava proprio sulle rive del Dnipro, le quali erano continuamente oggetto di assalti da parte dei tartari, che penetravano nelle steppe e nei villaggi del luogo dal Khanato di Crimea, presso il Mar Nero. Aveva il dominio amministrativo su 56 città dell'Ucraina, in gran parte della zona del Transdnipro, di Poltava e Lubny. Quello che fu poi chiamato lo Stato di Lubny, che comprendeva anche parte dei territori di Kiev, aveva una popolazione di 288.000 abitanti, dei quali 230.000 contadini che erano divisi in 38.000 aziende agricole da lui gestite. Disponeva inoltre di una forza militare di 6000 soldati e un comando di 2000 cosacchi.

## Biografia

### La gioventù e l'eredità

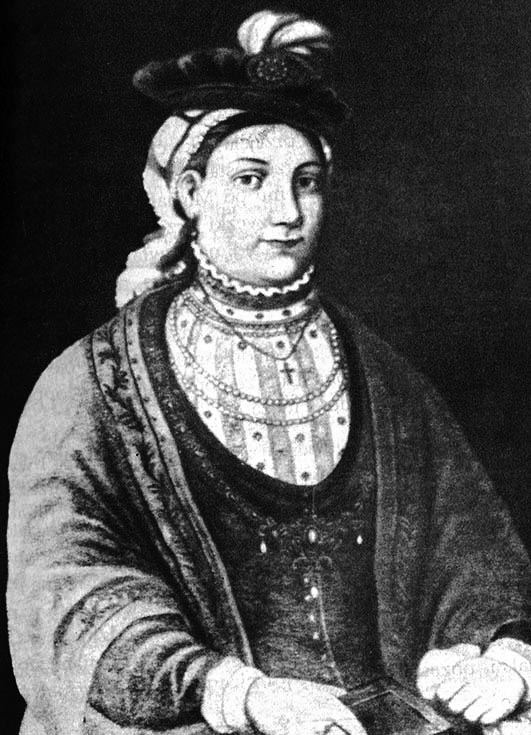
La contessa Raina Mohylanka, madre di Jeremi Wiśniowiecki

Jeremi Wiśniowiecki nacque nel castello di Lubny nel 1612, anno in cui la Confederazione era stabile politicamente e i quali territori erano in espansione grazie al forte governo di Sigismondo III Vasa. Jeremi fu battezzato con i due nomi dei nonni (Jeremi e Michał) e nacque dal magnate polacco Michał Wiśniowiecki, anch'egli noto al tempo per la sua influenza militare e particolarmente per la partecipazione come generale alla Guerra di Successione moldava. Michał era anche rappresentante del ramo principale della famiglia ed era ufficialmente principe di Lubny. La famiglia dei Wiśniowiecki fu una delle famiglie nobili polacche più potenti in quegli anni e seguiva la fede ortodossa. I possedimenti erano divisi tra i due rami della famiglia: il principale rappresentato da Michał, e l'altro dal fratello di questo Konstanty Wiśniowiecki. La madre di Jeremi, Raina Mohylanka, era una contessa moldava, figlia del voivoda di Moldavia ad aver vinto la guerra di successione, Jeremi Mohyła. Raina Mohylanka era una donna molto religiosa e attaccata alla famiglia, inoltre si dà il caso che il cugino di suo padre fosse stato san Pietro Mogila (1596 - 1646), vescovo di Kiev e beatificato nel 1996 durante il papato di Giovanni Paolo II. La sua famiglia, come pure quella dei Wiśniowiecki, era di religione ortodossa. 

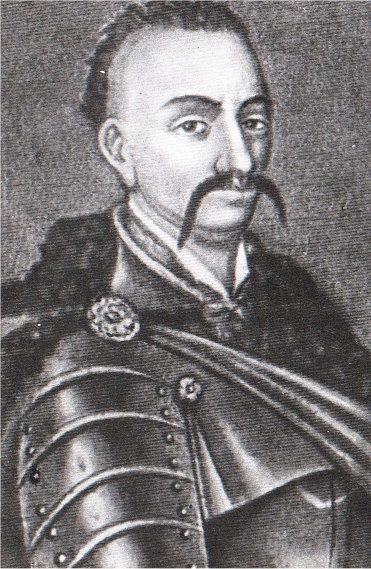
Jeremi Wiśniowiecki in armatura in giovane età

Fu nell'agosto 1616, quando Jeremi aveva quattro anni, che suo padre Michał Wiśniowiecki fu incaricato dal re Sigismondo di comandare una esercito mercenario contro i Turchi in Moldavia, ma questo nella Battaglia di Sasowy Rog venne sconfitto e mentre gli altri due comandanti furono imprigionati, Michał rimase ucciso. Così tutti i suoi numerosi titoli e possedimenti, non potendo passare a Jeremi per la sua età infantile, andarono al già influente zio Konstanty. Jeremi crebbe con sua madre Raina, la quale però il 18 gennaio 1619 morì per una grave malattia lasciando Jeremi orfano a sette anni. Fu così totalmente affidato all'ormai influente zio Konstanty, che lo crebbe per tutti gli anni della sua gioventù negli ambienti della corte polacca, molto frequentata da lui, dando così a Jeremi lo stile di vita di un nobile di prestigio. Lo zio gli permise oltre tutto una solida istruzione letteraria, linguistica e militare. Lo fece educare in un collegio gesuita in Polonia, poi lo mandò per pochi anni in un'importante accademia in Italia, e infine gli fece impartire un'ottima istruzione pratica e teorica militare. Jeremi l'assimilò a fondo e i frutti si notarono già dall'inizio. Nel 1631 Jeremia tornò in Polonia e otto anni dopo fu mandato in sposo alla figlia della granduchessa Caterina Ostrogska e del principe Tomasz Zamoyski, anch'esso potente nobile della szlachta. Il matrimonio con la contessa Giselda Costanza Zamoyska avvenne il 27 febbraio 1639 a Zamość, portando a Jeremi numerose terre. I due ebbero solo un figlio che nacque il 31 luglio dell'anno successivo. Gli diedero il secondo nome di Jeremi "Michele", e il nome del padre di Giselda "Tomasz": Michał Tomasz Korybut. Questo loro figlio diventerà molti anni dopo re di Polonia, conosciuto come Michele Korybut Wiśniowiecki.
Nel frattempo Konstanty era morto il 31 maggio 1641. Il peso di tutti quei possedimenti cadde sulle spalle del ventinovenne Jeremi che dovette adattarsi così giovane a governare una terra di quelle proporzioni. Infatti tutti i domini che fino a quel momento erano stati divisi tra i due rami della famiglia si erano unitì in uno di enormi dimensioni che generò il Voivodato d'Ucraina. Avendo così una buona parte dell'Ucraina, Jeremi godeva del più grande regno di un nobile polacco del tempo, pur non avendo lo stesso potere politico che le altre famiglie esercitavano. La sua residenza ufficiale era a Lubny. Solo direttamente soggette a lui c'erano 38 000 fattorie agricole dove abitavano 230 000 sudditi, la maggior parte contadini. Aveva un vero e proprio esercito privato formato da ben 6000 soldati e 2000 cosacchi che rappresentavano l'esercito del voivodato polacco d'Ucraina che era continuamente soggetto a saccheggi e sfide da parte dei tartari che vi confinavano. Con questi uomini Jeremi guidò la sua prima campagna militare sulle steppe a oriente del Dnipro. Come la maggior parte dei nobili del tempo, anche Jeremi andava a caccia in alcune sue residenze circondate dai boschi. Aveva una specie di piccola corte attorno a di sé e in questi anni poté dare sfogo alla sua abilità militare e probabilmente furono gli anni più felici della sua vita. Già quando morì suo zio, gli impegni militari erano molti e con il passare del tempo si fecero sempre più frequenti.

### I successi e le sue campagne militari

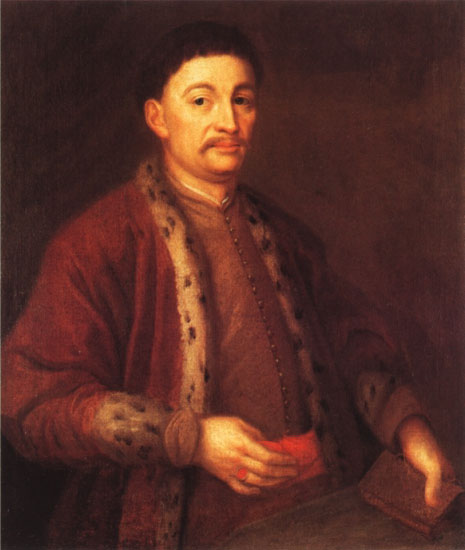
Jeremi Wiśniowiecki in un ritratto in vesti da principe

In seguito a diverse piccole campagne militari e alla morte del duca del Palatinato Rutenia Jakub Sobieski (padre di Giovanni III di Polonia), Jeremi acquisì molte altre terre e divenne duca di Rutenia nel 1646. Il numero dei suoi titoli era molto elevato e la sua non comune abilità in guerra non poté fare a meno di essere notata dagli altri nobili a corte e dallo stesso re Ladislao IV Vasa. Jeremi, avvicinandosi in tal modo alla corte di Varsavia, ottenne sempre più incarichi militari e la simpatia del re gli diede l'occasione di esercitare un maggior potere nella difesa dei suoi territori e nell'influenza politica in tutta la Polonia. Allo stesso tempo la moglie e suo figlio vivevano in una tenuta in Volinia. Dal titolo di Maresciallo passò all'importante titolo militare di Generale dell'esercito della Corona, divenendo così un comandante dell'esercito protettore del re e della nazione contro possibili rivoltosi. La sua importanza andava sempre aumentando e il suo successo fu tale che nei suoi territori i suoi ufficiali e soldati erano direttamente sotto il suo controllo.

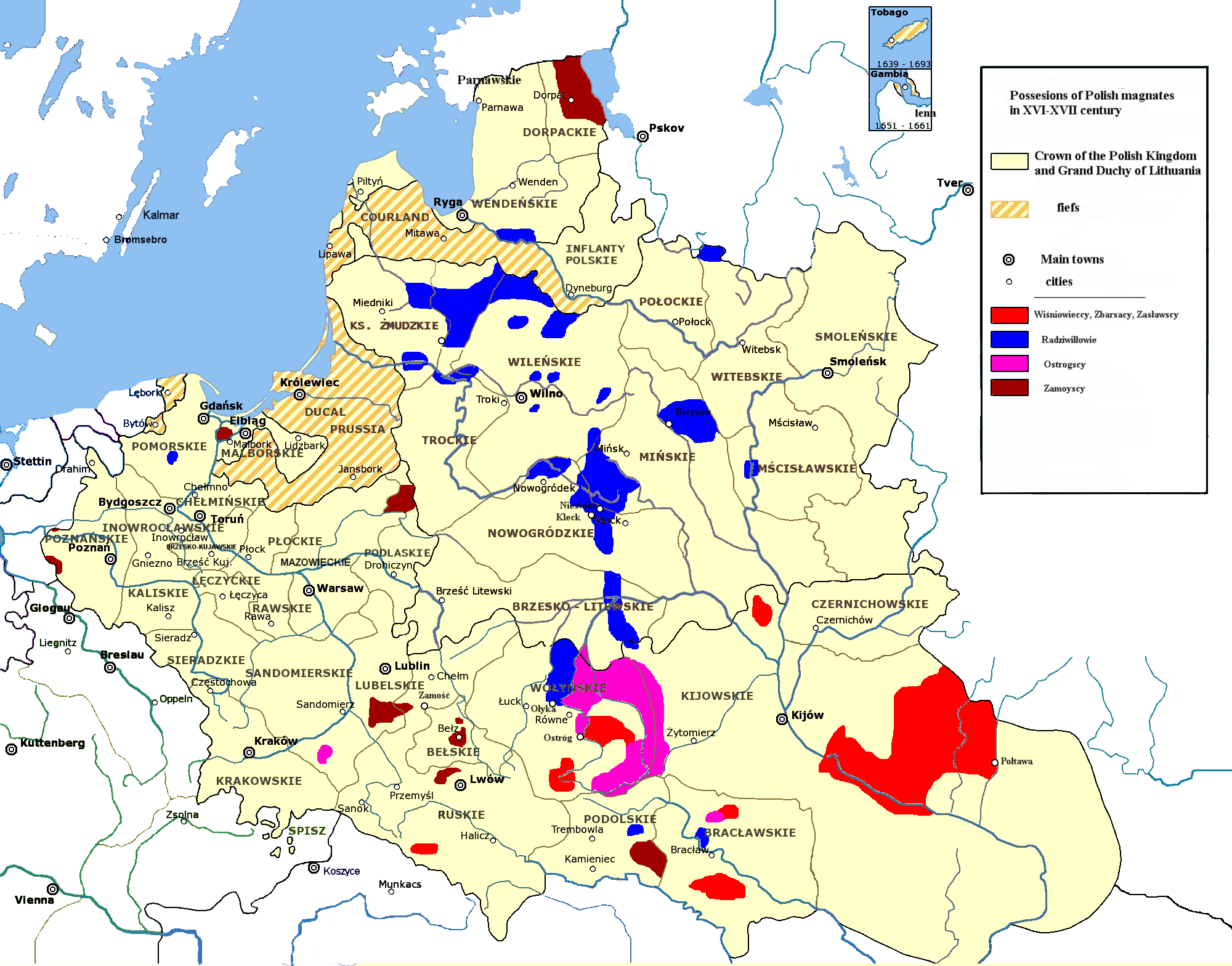
La confederazione a metà del 1600. I principati dei Wiśniowiecki sono evidenziati in rosso chiaro.

Il suo primo impegno militare fu la campagna di Smolensk, tra il 1632 e il 1634, quando ancora suo zio non era morto e Jeremia non era sposato. Questa prevedeva la mobilitazione delle truppe dello zar Michele Romanov, con l'obbiettivo di riconquistare le terre di Smolensk prese dalla Polonia nella guerra polacco-moscovita di poco prima. Jeremia, che aveva appena 20 anni, si dimostrò un valido comandante abile nel difendere i territori di Smolensk, dai quali infine venne respinto l'esercito russo (1634). Non era ancora alla testa dell'esercito, ma era ancora maresciallo ed era un ufficiale nelle unità del comandante Aleksander Piaseczyński. Partecipò a molte battaglie fra le quali l'assedio di Putywl.
L'anno successivo fu al servizio nelle truppe dei comandanti Adam Kisiel e poi Łukasz Żółkiewski. Dopo diversi anni fu impiegato in un conflitto per la difesa di Dowmontów contro il magnate Samuel Łaszcz, molto potente e deciso ad allargare i propri territori.
La guerra fu vinta da Jeremi, ma a dure spese, poiché il popolo si accusò le molte perdite del suo esercito privato per difendere le sue terre private e si oppose alle leggi sempre più invadenti che stabilì sulla leva militare tra i civili.  Questo costò a Jeremi anche una mancata parentela con il re nel 1636, quando fu rifiutata, per possibili problemi politici successivi, la proposta di matrimonio tra re Ladislao e Anna Wiśniowiecka, sorella di Jeremi. In realtà Anna fu presa per un breve periodo in considerazione dal re, ma poi fu respinta non particolarmente per i problemi politici della famiglia, ma per la religione ortodossa dei Wiśniowiecki, non accettata dal parlamento e dalla famiglia reale. Nel 1637 Jeremi combatté ai comandi dello starosta Mikołaj Potocki contro la ribellione del cosacco Pavel Pavluk e l'anno successivo contrastò ancora la ribellione di Dymitr Hunia. Nel 1641 Jeremi ereditò le terre dello zio e dovette combattere anche con un potente contendente, il principe Aleksander Ludwik Radziwiłł, la famiglia del quale era di grande influenza a corte fino alla fine del '700 e andò in conflitto più volte con i Wiśniowiecki a causa delle alte cariche militari alle quali entrambe le famiglie aspiravano. La famiglia dei Radziwiłł oltre tutto possedeva, a differenza dei Wiśniowiecki, un elevatissimo potere politico e nobiliare superiore a tutte (o quasi tutte) le nobili famiglie della szlachta. I Wiśniowiecki invece avevano molto potere temporale per i loro territori, ma poca influenza politica. Questo era il motivo principale della rivalità tra le due famiglie.
Jeremi partecipò poi alla I Guerra Polacco-Cosacco-Tartara (1640-1646), che fu soprattutto e per la prima volta condotta da lui, naturalmente sotto gli ordini dell'hetman. Nel 1644, condusse con il Grande Hetman della Corona Stanislao Koniecpolski la vittoriosa battaglia di Ochmatów, in cui venne inflitta una sconfitta decisiva alle potenze tartare in Crimea, le quali saccheggiavano il voivodato d'Ucraina e tutti i villaggi nelle pianure a sud della Polonia dal 1640. Intanto nel 1644 si sparse la voce che il voivoda di Rumnia, Adam Kazanowski, fosse morto. Così Jeremi si mise alla testa del suo esercito privato e attaccò i suoi territori per conquistarli. Non ci riuscì e fu esiliato per un breve periodo. Dopo poco tempo però Jeremi tornò dall'esilio grazie all'appoggio dell'atamano e del re Ladislao IV.
Nel 1646 si concluse la guerra e i tartari furono totalmente sconfitti. Nello stesso anno morì anche l'atamano Stanisław Koniecpolski (11 marzo 1646). Ci fu la proposta di eleggere Jeremi come atamano, ma la sua ultima assenza, la sua giovane età e la sua fede ortodossa fecero respingere la proposta. A diventare atamano fu invece lo Sarost Mikolaj Potocki, anche lui appartenente ad una potente famiglia nel parlamento polacco, ma cattolica. Sempre nello stesso anno, viste le opportunità a cui non poté partecipare, Jeremi si convertì ufficialmente al cattolicesimo e così anche tutta la sua famiglia. Questo dava anche a lui la possibilità di influire in parlamento o di candidarsi ad alte cariche riservate ai cattolici (come di fatto fece suo figlio, candidandosi al trono nel 1669).
In seguito alla sua conversione e sempre nel 1646 Jeremi non ottenne il titolo di atamano, ma quello di governatore della Russia, uno dei tanti titoli del defunto Koniecpolski che dovevano essere trasmessi a un altro nobile.
In quel periodo Jeremi, subendo crescenti pressioni dai voivodati circostanti e dai principi confinanti, iniziò un ampliamento dei suoi territori appoggiato anche dal comandante Aleksander Koniecpolski, figlio del defunto Stanisław.
Si unì poi al voivoda Janusz Tyszkiewicz e attaccò il magnate Samuel Laszcz, con cui aveva già combattuto nella battaglia di Dowmontów nel 1635 e continuava ad avere pessimi rapporti. Avanzò nei suoi territori conquistandoli e con i suoi 2000 cosacchi prese anche le zone del Transdniepr. Questo atto però scatenò rivolte tra i molti sostenitori di Laszcz e per evitare una rivolta generale Jeremia dovette ricorrere ad un trattato di pace, facendo intervenire lo stesso sovrano. Le rivolte terminarono nel 1648 con la restituzione di tutti i territori presi a Laszcz.

### La lotta contro Chmel'nyc'kij e la sua misteriosa morte

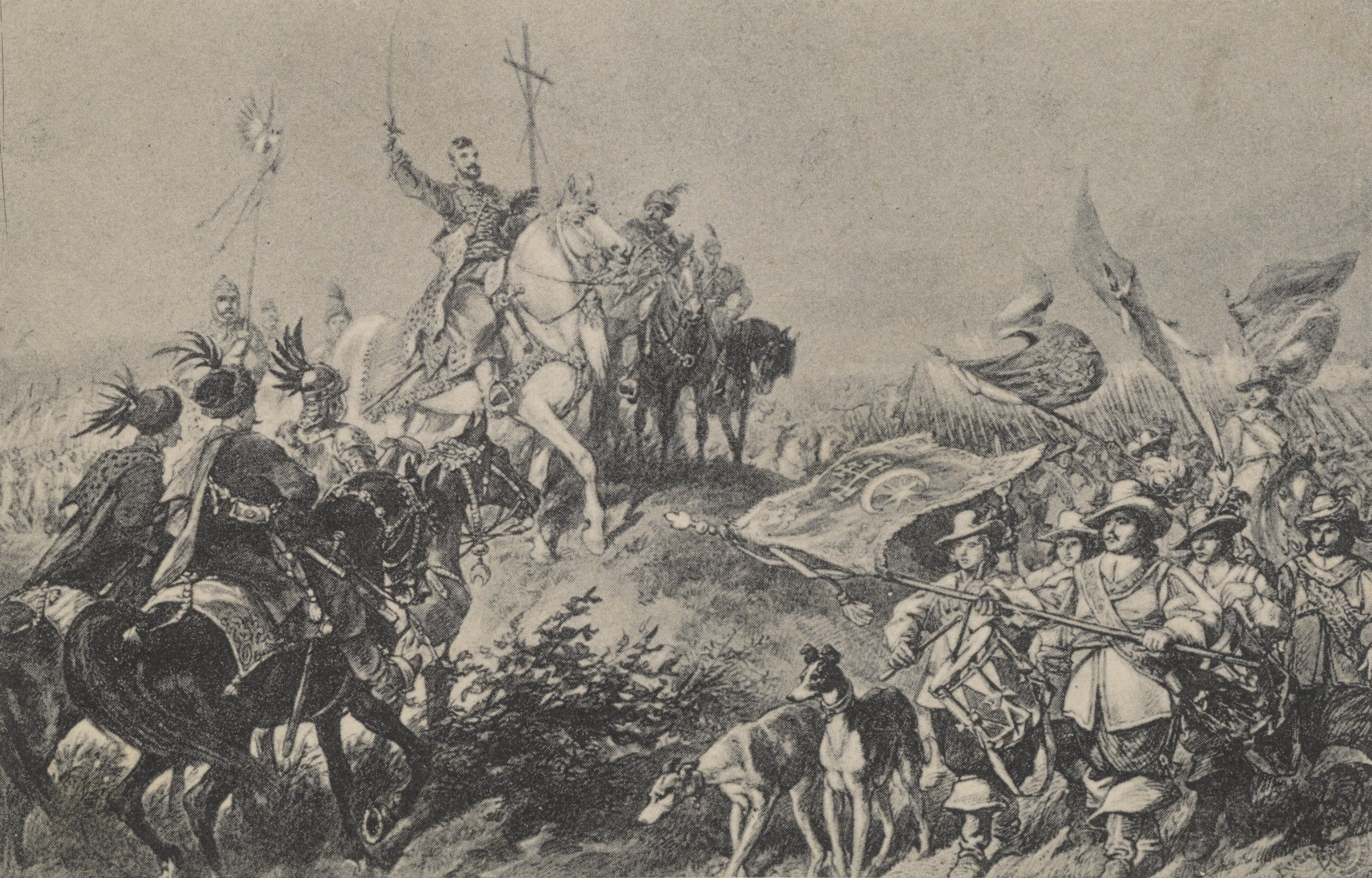
Jeremi a cavallo nel 1648, dopo la vittoria di Berestečko

Ormai la sua famiglia, con quella degli Zamoyski, dei Potocki, dei Lubomirski e dei Radziwiłł, aveva il controllo del parlamento, alla cui testa c'era il re, che perdeva sempre più potere a vantaggio della szlachta. Il 20 maggio del 1648, il re Ladislo IV Vasa morì a 53 anni. Il trono passò per diritto al giovane fratello Giovanni II Casimiro Vasa. Questi, inesperto e debole, dovette far fronte alle guerre che si susseguirono durante il Diluvio. Il preludio delle disgrazie a venire fu proprio l'anno della sua ascesa al trono.
Per tutto il XVII secolo, il potere che fino a quel momento era spartito tra le tantissime famiglie della szlachta si stava concentrando fra le mani di alcune di esse, le quali prevalevano anche militarmente sulle altre. Una di queste famiglie erano i Wiśniowiecki. Il potere veniva diviso fra le famiglie, a scapito del re, avvicinando così il governo ad una oligarchia. Questo spostamento del centro di potere scatenò un malcontento generale tra il popolo, soprattutto tra le masse contadine ucraine e ortodosse.
Nello stesso tempo, Bohdan Chmel'nyc'kij, comandante di una guarnigione cosacca in Ucraina e di origini nobili, diede inizio ad un imponente movimento per l'indipendenza dell'Ucraina dai voivodi che vi regnavano, ottenendo poi alla fine solo la riannessione alla Russia. Riuscì a convincere anche una grandissima parte dell'esercito cosacco e dei suoi ufficiali, radunando nel 1648 ben 80 000 uomini per scontrarsi con gli eserciti del re e della szlachta. Nello stesso anno si alleò con i Tartari di Crimea e dell'Ucraina orientale, tanto che il suo esercito era comparabile in numeri a quello della corona. Il suo esercito non aveva seguito una formazione militare, ma era una massa di contadini e soldati, mal equipaggiata con le armi che ognuno poteva permettersi. Avevano però fucili con loro, forniti dall'esercito ribelle. L'alleanza con il khan di Crimea İslâm III Giray gli diede un enorme aiuto.
Inizialmente erano state lanciate contro di lui solo alcune decine di unità piccole e disorganizzate, poiché si riteneva una ribellione che si sarebbe potuto subito reprimere. Le prime unità dell'esercito reale vennero tutte decimate in sette battaglie avvenute nel 1648i. Siccome Chmel'nyc'kij continuava ad avanzare, intervenne Jeremi col suo esercito privato, questa volta organizzato in formazioni ben precise e con un numero molto elevato di soldati preparati e di cosacchi.

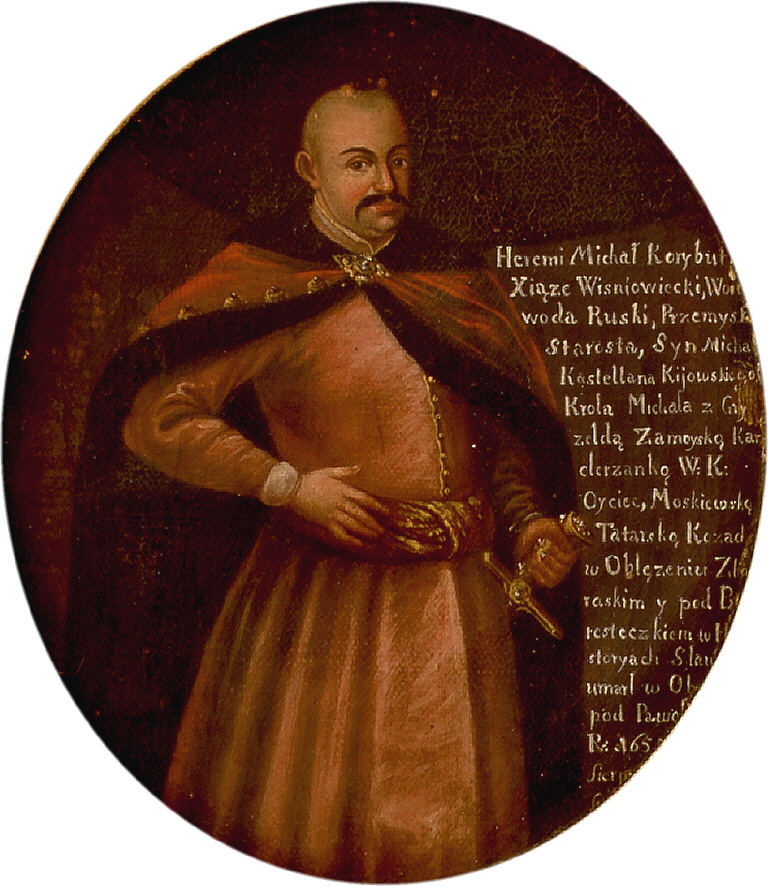
Jeremi a circa 38 anni in abiti ufficiali

Chmel'nyc'kij era riuscito nel frattempo ad avanzare profondamente e in modo inatteso nel voivodato d'Ucraina, dove saccheggiò centinaia di villaggi e sterminò molti ebrei, poiché la sua ribellione aveva una forte componente antisemita. La rivolta quindi, che si sviluppò principalmente nei territori di Jeremi, vide i due uomini scontrarsi direttamente. Nel 1648 avvennero i primi scontri armati tra l'esercito reale ed i rivoltosi, nella battaglia di Zolte Wody (5 maggio 1648) e nella battaglia di Korsuń. Entrambe le battaglie furono una carneficina per i polacchi e trionfi per Chmel'nyc'kij. Furono comunque battaglie contenute, ma la prima di esse, avvenuta a Zolte Wody, vide il tradimento di più della metà dei soldati reali, mentre i pochi rimasti a morire resistettero eroicamente. Morì in questo scontro anche il generale Stefan Potocki. Nel 1649 finalmente Jeremi registrò col suo esercito la prima grande vittoria ai danni di Chmel'nyc'kij: l'assedio di Zbaraz, avvenuto tra il 10 luglio e il 22 agosto 1649. La battaglia vide lo scontro tra i 200 000 cosacchi di Chmel'nyc'kij, alleati con 4 000 /10 000 tartari, contro i 15 000 soldati di Jeremi e del re.
Lo scontro si protrasse per più di un mese, giorno e notte e con varie riprese e tregue. Jeremi difendeva le mura della città di Zbaraž, nell'Ucraina orientale, dagli uomini di Chmel'nyc'kij che la volevano saccheggiare. Dopo molte settimane, gli eserciti reali erano a corto di cibo e munizioni, cominciarono ad essere in difficoltà. Ma grazie ad alcuni uomini che riuscirono a superare le linee nemiche per trasmettere messaggi al re, arrivarono le truppe ausiliarie che decretarono la resa di Chmel'nyc'kij, salvando la città. Negli anni seguenti, vi furono altre battaglie alle Jeremi non partecipò, con fortune alterne: la Battaglia di Zboriv (16 agosto 1649), la battaglia di Krasne (23 febbraio 1651) e la battaglia di Kopyczyńca (12 maggio 1651). Nella battaglia di Berestečko (30 giugno 1651), alla quale partecipò il re Giovanni Casimiro, Jeremi tornò a combattere per l'esercito reale. Quest'ultimo aveva solo 70 000 uomini contro i 120 000 di Chmel'nyc'kij. Tuttavia la vittoria fu assicurata e fu in quel periodo che Jeremi di guadagnò il soprannome di "Uzhas Kozachij" ("Il terrore dei Cosacchi"). Seguirono comunque altre quattro battaglie nella campagna, che terminò con la battaglia di Zwanc.
La rivolta terminò militarmente nel 1651 con la soppressione dei rivoltosi e la vittoria della monarchia, anche se questa sarà solo un'apparente vittoria, poiché è solo l'inizio del Diluvio, che fino al 1660 straziò la Polonia. 
Una tregua venne stipulata nel 1653 con la Russia col Trattato di Perejaslav. Quando venne firmata la tregua, Jeremi era già morto, stranamente povero; aveva dato infatti tutte le sue forze per l'esercito e a lui rimase appena il denaro per un buon funerale. Molti dei suoi possedimenti erano stati saccheggiati e il suo enorme territorio ridotto a poche unità. 
La rivolta, che era iniziata come affare privato di Jeremi, si era trasformata in un evento che scosse l'intera nazione. Le cause della sua morte sono ancora sconosciute; Jeremi morì appena trentanovenne, senza aver mai contratto alcuna malattia. Si sospetta però una morte per avvelenamento forse opera di Bohdan Chmel'nyc'kij. Infatti Jeremi morì la notte del 20 agosto 1651 in un suo palazzo a Pawolocz. I suoi rimanenti possedimenti furono amministrati negli anni successivi dal cognato Jan Sobiepan Zamoyski, che crebbe anche i figlio di Jeremi, l'allora undicenne Michele Korybut, futuro re di Polonia. Questi crebbe quasi sempre lontano da suo padre a causa dei suoi continui impegni militari, rimanendo invece molto con sua madre Giselda nella tenuta in Volinia.

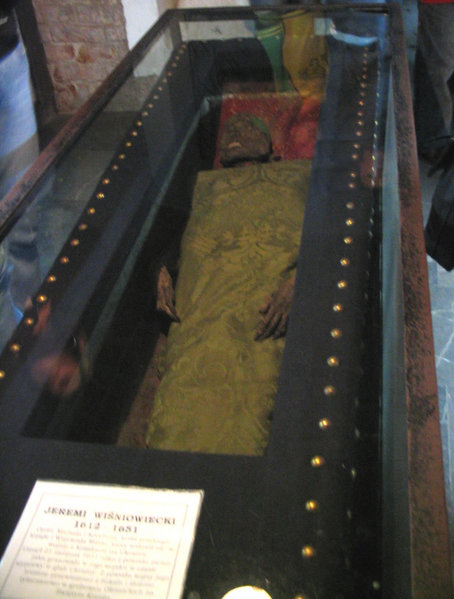
La salma di Jeremi nel monastero di Święty Krzyż

Sua moglie Giselda allevò quindi Michele prima di affidarlo allo zio. Giselda morì nel 1672 e vide suo figlio divenire re, morendo un anno prima di lui. Michele fu l'ultimo membro dei Wiśniowiecki, i quali si estinsero definitivamente con la sua morte il 10 novembre 1673.
Oggi in Polonia Jeremi è considerato un eroe nazionale: nel 1980 il cantante polacco Jacek Kaczmarski gli ha dedicato una canzone di nome Kniazia Jaremy Nawrcenie. Jeremi Michał Wiśniowiecki compare anche nel film di Jerzy Hoffman Ogniem i mieczem (1999), tratto dal romanzo storico omonimo di Henryk Sienkiewicz. 
Oggi la sua salma riposa in una teca di vetro, visibile a tutti, in una cappella del monastero di Święty Krzyż.